# Acylhydrazone

Allgemeine Struktur der Acylhydrazone

Acylhydrazone sind eine Stoffgruppe der organischen Chemie. Es handelt sich um Hydrazone die am N′ eine Acylgruppe tragen. Alternativ können sie auch als Derivate von Carbonsäurehydraziden aufgefasst werden, wobei die Hydrazin-Einheit gegen eine Hydrazon-Einheit getauscht ist.

## Vorkommen
Gyromitrin ist ein natürlich vorkommendes Acylhydrazon, wobei die Acylgruppe eine Formylgruppe ist. Es kommt neben analogen Verbindungen mit längerer Alkylkette in der Frühjahrs-Giftlorchel (Gyromitra esculenta) vor. Diese Verbindungen sind stark giftig, insbesondere hepatotoxisch, sowie krebserregend, wofür vermutlich die Bildung von Methylhydrazin durch Hydrolyse verantwortlich ist.

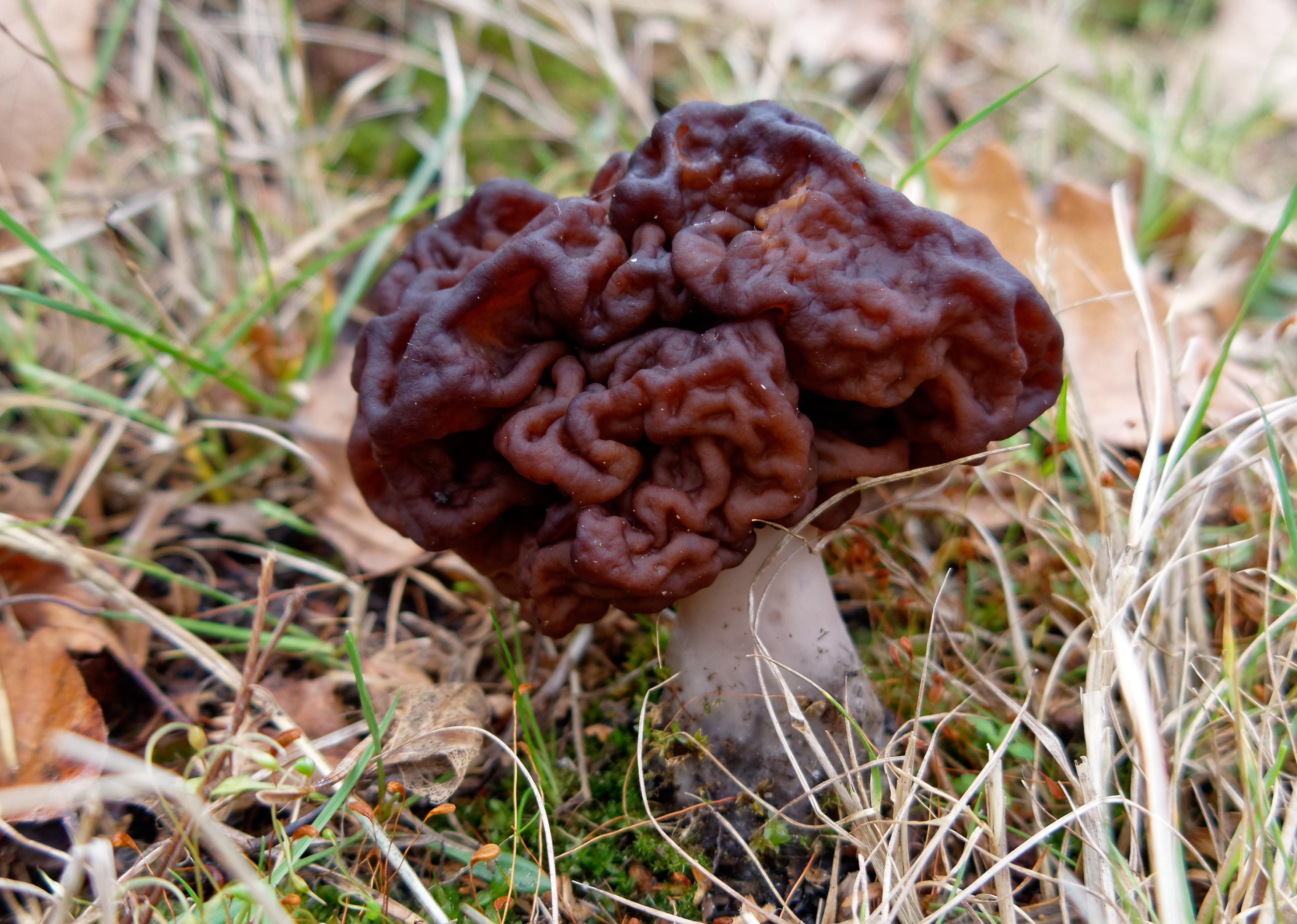
Gyromitra esculenta
Gyromitrin

## Herstellung
Acylhydrazone können aus einem Aldehyd und einem Carbonsäurehydrazid hergestellt werden, indem die Edukte bei Raumtemperatur in Dimethylformamid umgesetzt werden.

## Verwendung
Acylhydrazon-Einheiten spielen eine wichtige Rolle als Linker, beispielsweise für Antikörper-Wirkstoff-Konjugate. Der pH-Wert in Tumorgewebe ist im Allgemeinen saurer als typischen physiologischen Umständen. Säurelabile Linker können dadurch für eine gezielte Freisetzung sorgen. Acylhydrazone sind hierfür besonders interessant, da sie bei einem gewöhnlichen physiologischen pH-Wert (pH = 7) stabil sind, jedoch bei einem pH = 5 schnell hydrolysiert werden. Das erste Antikörper-Wirkstoff-Konjugat, das in der Humanmedizin zugelassen wurde, war im Jahr 2000 Gemtuzumab-Ozogamicin und enthielt einen solchen Linker. Das Präparat wurde gegen Leukämie eingesetzt, der Wirkstoff war dabei ein cytotoxisches Derivat des Calicheamicins. Ein neueres Präparat ist Inotuzumab-Ozogamicin, das denselben Linker enthält.

Beispiel für einen Acylhydrazonlinker, der beispielsweise für das Präparat Gemtuzumab-Ozogamicin verwendet wird. Über die linker Seite („X“) ist der Antikörper angebunden, über die rechte („Y“) der Wirkstoff. Die Acylhydrazon-Einheit ist auf der rechten Seite zu sehen

Cuprizon

Auch einige andere Acylhydrazone kommen in wissenschaftlichen und industriellen Anwendungen zum Einsatz. Cuprizon ist ein Chelator für Kupfer. Es schädigt Oligodendrozyten, indem es eine Demyelinisierung verursacht. In der medizinischen Forschung wurde es in Modellversuchen zu Multipler Sklerose verwendet. Daneben eignet es sich auch als Indikator für die photometrische Bestimmung von Kupfer. Carbadox ist ein antimikrobieller Wirkstoff, der Tierfutter zugesetzt wird.